# Sarasvati

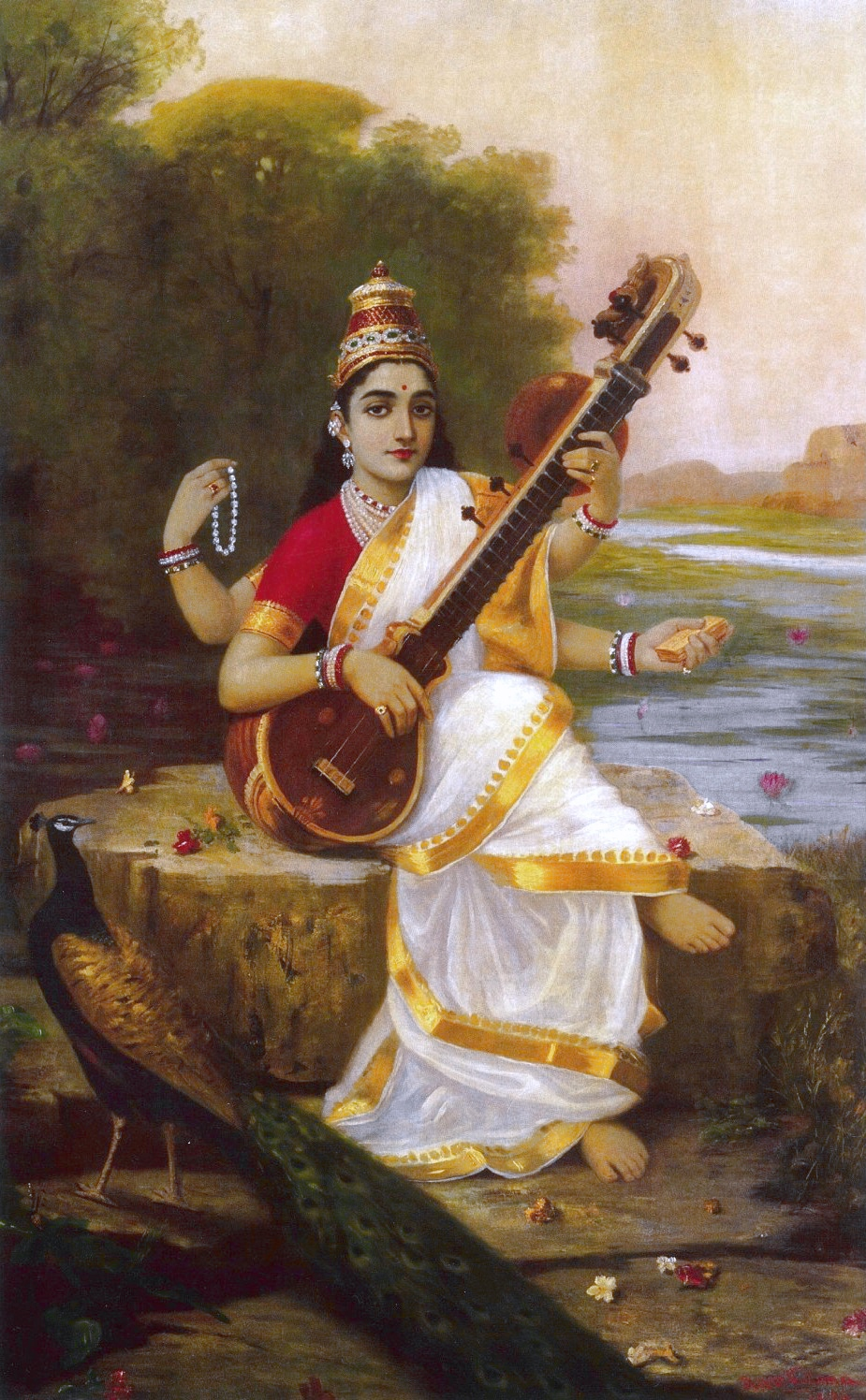
Saraswati

Saraswati (Sanskrit: सरस्वती, IAST: Sarasvatī) eller Vach är kunskapens, musikens, konstens och bildningens gudinna inom hinduismen. Hon är en del av treenighetsgudinnan Tridevi (Sarasvati, Lakshmi och Parvati) och är som sådan i sina olika aspekter maka till Brahma, Vishnu, och Shiva, och som deras respektive Shakti den kraft som hjälper dem att skapa, uppehålla och omskapa universum. 
Inom hinduismen är Saraswati Brahmas hustru. 
Den indiska mytologin framställer Sarasvati som en vacker kvinna med hett temperament. Hon tillbes framför allt av människor som sysslar med pedagogik.